# MPX-007
MPX-007 je antagonist NMDA receptora.